# Если бы не розы (фильм)
«Если бы не розы» — кинофильм. Основан на одноимённой пьесе, автор которой — Фрэнк Гилрой. Премия «Оскар» за лучшее исполнение роли второго плана (Джек Альбертсон, роль отца главного героя).

## Сюжет
Возвратившись домой после окончания Второй мировой войны, молодой ветеран Тимми Клири обнаруживает серьёзный разлад в отношениях между родителями. Постоянные ссоры делают жизнь обоих невыносимой. Постепенно Тимми понимает, что ему придётся сделать выбор между родителями. Пытаясь добиться примирения, он покупает букет роз и предлагает отцу подарить букет матери. На короткое время отношения в семье налаживаются. Однако как только мать узнаёт, что цветы купил не муж, а сын, вновь происходит ссора. Мать разбивает вазу с цветами. Осознав, что он не может улучшить ситуацию, Тимми решает уехать из дома. Перед отъездом семья завтракает вместе.

## В ролях
- Патриция Нил — Нетти Клири
- Джек Альбертсон — Джон Клири
- Мартин Шин — Тимми Клири
- Дон Саксон — ведущий ночного клуба

## Съёмочная группа
- Режиссёр: Улу Гросбард
- Продюсер: Эдгар Лэнсбери, Кеннет Атт
- Сценарист: Фрэнк Д. Гилрой
- Композитор: Ли Покрисс
- Оператор: Джек Пристли